# Baetis bifurcatus
Baetis bifurcatus is een haft uit de familie Baetidae. De wetenschappelijke naam van de soort is voor het eerst geldig gepubliceerd in 1961 door Kapur & Kripalani.
De soort komt voor in het Oriëntaals gebied.